# Vedova di Antonino d'Amico Arena
La vedova di Antonino D'Amico Arena (fl. XIX secolo) è stata una tipografa italiana, attiva a Messina nel 1812.

## Biografia
Della vedova di Antonino d'Amico Arena si conosce poco: non si sanno data di nascita e nome di battesimo, in quanto, come per altre tipografe, si ha notizia della sua esistenza solo nel momento in cui il parente maschio, titolare della attività tipografica, viene a mancare. La loro presenza è certificata dalle notazioni tipografiche quali "vedova di ...", oppure "... ed eredi" , che stanno ad indicare quanto la presenza femminile all'interno delle tipografie fosse diffusa, ma ovviamente non ufficiale: all'epoca, infatti, era normale che le donne di famiglia estendessero il loro impegno dalla semplice cura dei figli e della casa all'aiuto nelle attività di bottega, pertanto anche nelle tipografie era sistematico il loro coinvolgimento sia nella attività vera e propria che nelle attività di supporto, come la produzione della carta o la vendita al dettaglio.

## Attività
La Vedova di Antonino D'Amico Arena è stata attiva a Messina nel XIX secolo insieme ad altre vedove di cui si hanno notizie: la Vedova di Giovanni del Nobolo (1817-1823), la vedova di Giuseppe Rosone (1779-1781), la vedova di Francesco Gaipa (1767-1780).
Secondo lo storico Giovanni Moloria, la donna avrebbe rilevato la gestione della tipografia alla morte del marito nel 1812, contrariamente a quanto affermato da Gaetano Oliva quando scrive che Antonino avrebbe gestito la tipografia dal 1808 fino al 1851, forse confondendosi con il figlio della coppia, il quale avrebbe rilevato l'attività nel 1814, gestendola fino al 1830.
Alla vedova si deve l'unica edizione intitolata Raccolta di vari dispacci ed altre disposizioni del governo, una delle molte compilazioni di carattere legislativo diffuse nel Regno delle due Sicilie, commissionata dal Senato di Messina e curata dai notai Antonino Aglioto e Salesio Mannamo, che compaiono nella dedica.

## Edizioni stampate
La Raccolta di vari dispacci ed altre disposizioni del governo è una compilazione molto voluminosa in formato in folio, commissionata dal Senato di Messina per cui Antonino era impressore. I lavori eseguiti dalla tipografia erano infatti in maggior parte relativi a pubblicazioni indicate dal Senato stesso.
Non si notano differenze sostanziali fra le pubblicazioni eseguite da Antonino e l'unica eseguita dalla vedova, né nella impostazione, né nei dettagli. Anche la dedica iniziale dei notai Aglioto e Mannamo al Senato di Messina non riporta particolarità in merito.